# 2011 en sports équestres
Chronologie des sports équestres
- 2010 en sports équestres - 2011 en sports équestres - 2012 en sports équestres

Cet article présente les faits marquants de l'année 2011 en sports équestres.

## Événements

### Avril
- 15 au 17 avril : 1re édition du CPEDI*** de Deauville en équitation handisport[1].

### Mai
- 1er mai : Christian Ahlmann remporte avec son cheval Taloubet Z la finale de la coupe du monde de saut d'obstacles 2010-2011, à Leipzig (Allemagne)[2].

### Août
- 18 au 21 août : Sologn’Pony 2011 à Lamotte-Beuvron (France)[3].
- 26 août : l'Allemagne remporte la coupe des nations de saut d'obstacles 2011 au terme d'un circuit en plusieurs manches qui s'est déroulé entre le 13 mai au 26 août 2011.

### Octobre
- L'Argentine remporte la 9e édition de la coupe du monde de polo à domicile. Le Brésil termine deuxième et l'Italie à la troisième place.
- 21 au 23 octobre : Jumping International de Caen (France) : Julien Épaillard remporte le Grand Prix GDE, Lauren Hough le Grand Prix International 3* et Charlotte Gastaldi le Jumping international 2*[4].

### Novembre
- 6 novembre : lors de la 4e étape de la coupe du monde de saut d'obstacles 2011-2012 à Vérone (Italie), le cheval Hickstead est victime d'une rupture aortique[5]. Il s'écroule au moment de sortir de la piste, au terme d'un parcours à 4 points[6]. La compétition sera interrompue puis annulée.